# جوزيفا شيرمان
جوزيفا شيرمان (بالإنجليزية: Josepha Sherman)‏‏ (12 ديسمبر 1946 في نيويورك - 23 أغسطس 2012 ) كاتبة سيناريو، ومؤلفة، وروائية، وكاتِبة، وكاتبة خيال علمي من الولايات المتحدة.